# Flacourtiaceae
Famille
Classification APG II (2003)
Classification APG III (2009)
En botanique, la famille devenue obsolète des Flacourtiaceae regroupait des plantes dicotylédones et comprenait plus de 800 espèces réparties en près de 80 genres.
Certaines espèces du genre Hydnocarpus (appelé aussi Taraktogenos) fournissent l'huile de Chaulmoogra qui constituait autrefois le seul remède efficace contre la lèpre.

## Étymologie
Le nom vient du genre Flacourtia qui rend hommage à l'explorateur, historien et biologiste français Étienne de Flacourt (1607–1660), qui fut gouverneur de Madagascar de 1650 à 1654.

## Classification
Dans les années 1800 la famille des Samydaceae (en), genre Samyda (en), était incluse dans les Flacourtiaceae avant qu'elle ne soit incluse dans les Salicaceae.
La classification phylogénétique, ayant supprimé les ordres des Salicales et des Violales, a éclaté les  Flacourtiaceae dans deux familles de l'ordre des Malpighiales, une partie se retrouvant dans les Achariaceae, une autre dans les Salicaceae .
Seul le genre Berberidopsis a été classé à part, dans la famille des Berberidopsidaceae (ordre des Berberidopsidales).

## Liste des genres
Selon [réf. nécessaire] :
- Abatia
- Ahernia
- Aphaerema
- Aphloia
- Azara
- Baileyoxylon
- Banara Aubl.
- Bartholomaea
- Bembicia
- Bennettiodendron
- Berberidopsis
- Bivinia
- Buchnerodendron
- Byrsanthus
- Calantica
- Caloncoba Gilg
- Camptostylus
- Carpotroche
- Carrierea
- Casearia Jacq.
- Chiangiodendron
- Chlorocarpa
- Dasylepis
- Dissomeria
- Dovyalis E. Mey. ex Arn.
- Eleutherandra
- Erythrospermum
- Euceraea
- Flacourtia Comm. ex L'Hér.
- Gerrardina
- Grandidiera
- Gynocardia
- Hecatostemon
- Hemiscolopia
- Homalium Jacq.
- Hydnocarpus Gaertner
- Idesia
- Itoa
- Kiggelaria
- Laetia Loefl. ex L.
- Lasiochlamys
- Lindackeria
- Ludia
- Lunania Hook.
- Mayna
- Mocquerysia
- Neopringlea
- Neoptychocarpus
- Olmediella
- Oncoba
- Ophiobotrys
- Osmelia
- Pangium
- Peterodendron
- Phyllobotryon
- Phylloclinium
- Pineda
- Poggea
- Poliothyrsis
- Priamosia
- Prockia P. Br. ex L.
- Prockiopsis
- Pseudoscolopia
- Pseudosmelia
- Rawsonia
- Ryania
- Ryparosa
- Samyda Jacq.
- Scaphocalyx
- Scolopia
- Scottellia
- Streptothamnus
- Tetrathylacium
- Tisonia
- Trichadenia
- Trichostephanus
- Trimeria
- Xylosma G. Forst.
- Xylotheca
- Zuelania

Selon DELTA Angio (10 Aug 2010) :
- Abatia
- Ahernia
- Aphaerema
- Azara
- Baileyoxylon
- Banara
- Bartholomaea
- Bembicia
- Bennettiodendron
- Buchnerodendron
- Byrsanthus
- Calantica
- Caloncoba
- Camptostylus
- Carpotriche
- Carrierea
- Casearia
- Chiangiodendron
- Chlorocarpa
- Dasylepis
- Dissomera
- Dovyalis
- Eleutherandra
- Erythrospermum
- Euceraea
- Flacourtia
- Grandidiera
- Gynocardia
- Hasseltia
- Hasseltiopsis
- Hecatostemon
- Hemiscolopia
- Homalium
- Hydnocarpus
- Idesia
- Itoa
- Kiggelaria
- Laetia
- Lasiochlamys
- Lindackeria
- Ludia
- Lunania
- Macrohasseltia
- Mayna
- Mocquerysia
- Neopringlea
- Neoptychocarpus
- Neosprucea
- Olmediella
- Oncoba
- Ophiobotrys
- Osmelia
- Pangium
- Peterodendron
- Phyllobotryon
- Phylloclinium
- Pineda
- Pleuranthodendron
- Poggea
- Poliothyrsis
- Priamosia
- Prockia
- Prockiopsis
- Pseudoscolopia
- Pseudosmelia
- Rawsonia
- Ryania
- Ryparosa
- Samyda
- Scaphocalyx
- Scolopia
- Soyauxia
- Tetrathylacium
- Tisonia
- Trichadenia
- Trichostephanus
- Trimeria
- Xylosma
- Xylotheca
- Zuelania

Selon ITIS (10 Aug 2010) :
- Banara Aubl.
- Caloncoba Gilg
- Casearia Jacq.
- Dovyalis E. Mey. ex Arn.
- Flacourtia Comm. ex L'Hér.
- Homalium Jacq.
- Hydnocarpus Gaertner
- Laetia Loefl. ex L.
- Lunania Hook.
- Prockia P. Br. ex L.
- Samyda Jacq.
- Xylosma G. Forst.